# Bactrocera absidata
Bactrocera absidata är en tvåvingeart som beskrevs av Drew 1989. Bactrocera absidata ingår i släktet Bactrocera och familjen borrflugor. Inga underarter finns listade.